# 两岔乡
两岔乡，是中华人民共和国湖南省湘西土家族苗族自治州永顺县下辖的一个乡镇级行政单位。

## 行政区划
两岔乡下辖以下地区：
两岔村、河边村、冗迪村、车禾村、朵砂村、若作村、湖坝村、茶溪村和团结村。